# Aalborg Diskontobank
Aalborg Diskontobank var en dansk forretningsbank, som mellem 1854 og 1968 drev bankvirksomhed i Nordjylland:15. Banken ophørte med at være en selvstændig bank ved fusion med Den Danske Provinsbank:216 .
Banken blev stiftet den 6. september 1854 som Aalborg Disconto- Laane og Sparebank af en række hovedsageligt købmænd fra Aalborg, hvoraf fem indledningsvist blev udnævnt til direktører og skiftedes til at passe forretningen. Motivet for at starte banken var at skabe lokal mulighed for diskontering af veksler, men ambitionen var også, som navnet angav, at tage imod indlån og senere også yder lån.:15-20 Under vejs skiftede banken navn til sit daglige kaldenavn, Aalborg Diskontobank.

## Hovedsæde på Gammeltorv
Sent i 1872 fik banken mulighed for at erhverve Toldergården ved Gammeltorv (nu nummer 10-12), og der blev udviklet planer for en ny bankbygning. Da disse planer blev kendt, søgtes Toldergården bevaret, og kommunen fik tilbud om at overtage bygningen, hvilket den dog ikke kunne afse midler til. Allerede 1. december 1874 kunne det ny hovedsæde, tegnet af Johan Daniel Herholdt, indvies.:44
Hovedsædet blev om- og udbygget i 1937-38 og 1961-63.:129-135, 182-185
Bankens tidligere hovedsæde ved Gammeltorv i Aalborg anvendes nu af Studenterhuset. Den ældre del fra 1874 blev fredet i 1978.

## Filial-netværk
Med årene fik banken et filial-netværk, især i Himmerland men også Nordenfjords. Væksten kom både fra etablering af nye filialer og overtagelse af nødlidende banker i forskellige byer.:178-
- Løgstør, 1925. Etableret ved overtagelse af en krakket Andelsbank.
- Hadsund, 1931. Etableret ved overtagelse af Hadsund Bank efter dennes betalingsstandsning.
- Hobro. Opført 1939.
- Skørping.
- Vebbestrup, 1955.
- Aalborg Vestby, 1957.
- Vejgaard.
- Mou, 1957.
- Terndrup.
- Nørresundby, 1960. Etableringen affødte en reaktion i bestyrelsen De Danske Provinsbankers Forening om angreb på Nørresundby Banks "territorialret".
- Assens, 1966.